# Umbrela Sfântului Petru (roman)
Umbrela sfântului Petru (roman) este un roman din 1895 al lui Kálmán Mikszáth.